# Vedran Ćorluka
Vedran Ćorluka (* 5. února 1986 Derventa) je chorvatský fotbalový trenér a bývalý fotbalový obránce. Ćorluka je stříbrným medailistou z Mistrovství světa 2018.

## Klubová kariéra
Pochází z Bosny, roku 1992 jeho rodina uprchla před válku do Záhřebu, s fotbalem začínal v klubu GNK Dinamo Zagreb, s nímž vyhrál chorvatskou ligu v letech 2006 a 2007. V roce 2007 přestoupil za osm milionů liber do anglického Manchester City FC. O rok později změnil dres a stal se v Tottenhamu spoluhráčem krajana Luky Modriće. Zde se však příliš neprosadil vinou zranění, které utrpěl po střetu se spoluhráčem Heurelhem Gomesem. V roce 2012 hostoval v Leverkusenu a na konci sezóny si ho chorvatský trenér Slaven Bilić vybral do Lokomotivu Moskva. S moskevským klubem získal v roce 2015 ruský fotbalový pohár a fanoušci ho zvolili nejlepším hráčem klubu v sezóně 2014/15.

## Reprezentační kariéra
V A-mužstvu Chorvatska debutoval 16. 8. 2006 v přátelském utkání v Livornu proti týmu Itálie (výhra 2:0). Startoval na mistrovství Evropy ve fotbale 2008 v Rakousku a Švýcarsku, mistrovství Evropy ve fotbale 2012 v Polsku a na Ukrajině a mistrovství světa ve fotbale 2014 v Brazílii.